# Martin Honecker (Theologe)
Martin Honecker (* 2. Mai 1934 in Ulm; † 2. Juni 2021 in Bonn) war ein deutscher evangelischer Theologe und Sozialethiker. Er war von 1969 bis 1999 Professor für Systematische Theologie und Sozialethik an der Evangelisch-Theologischen Fakultät der Rheinischen Friedrich-Wilhelms-Universität Bonn.

## Leben
Martin Honecker, Sohn des evangelischen Pfarrers Karl Honecker, wuchs in Klingenstein auf und besuchte das Gymnasium in Ulm. Von 1953 bis 1957 studierte er evangelische Theologie in Tübingen, im Tübinger Stift und in Basel. 1953 wurde er Mitglied der Studentenverbindung Luginsland Tübingen. 1957 legte er die 1. Theologische Dienstprüfung, 1961 das 2. theologische Examen bei der württembergischen Landeskirche ab. Nach einem Jahr als Vikar war Honecker von 1958 bis 1965 Assistent an der Evangelisch-Theologischen Fakultät in Tübingen und Repetent am Evangelischen Stift.
1960 promovierte er mit einer Arbeit über „Kirche als Gestalt und Ereignis“, 1965 habilitierte er sich mit einer Arbeit über das Kirchenrecht bei dem altprotestantischen Theologen Johann Gerhard, beides in Tübingen. Nach einer Dozentur in Tübingen wurde er 1969 Professor für Systematische Theologie und Sozialethik an der Evangelisch-Theologischen Fakultät der Universität Bonn.
1999 wurde Honecker emeritiert.
Er war von 1970 bis 1991 Mitglied der Kammer der EKD für Öffentliche Verantwortung, von 1986 bis 1998 Mitglied der Kammer der EKD für kirchlichen Entwicklungsdienst. Von 1988 bis 1991 war er Präsident der Societas Ethica und von 1998 bis 2004 Mitglied der Zentralen Ethikkommission der Bundesärztekammer.
Honecker war ordentliches Mitglied der Nordrhein-Westfälischen Akademie der Wissenschaften und der Künste und bekam 1999 das Bundesverdienstkreuz 1. Klasse.

## Wirken
Honeckers Arbeitsschwerpunkte waren Grundlagen der theologischen Ethik, Grundlegung des evangelischen Kirchenrechts, das Verhältnis von Kirche und Staat, Politische Ethik und Einzelfragen der Bioethik.

## Bekannte Mitarbeiter und Schüler
- Ulrich Eibach, wissenschaftlicher Assistent für Systematische Theologie und Sozialethik an der Universität Bonn 1974 bis 1980.
- Hartmut Kreß, Schüler und wissenschaftlicher Mitarbeiter, ab 1993 Professor für Systematische Theologie und Ethik an der Universität Kiel, ab 2000 an der Universität Bonn als Nachfolger auf Honeckers Lehrstuhl.
- mit Peter Manns, Luthers „Verständnis von Rechtfertigung, von Liebe und Hoffnung, seine Stellung zu den Heiligen“
- Alma von Stockhausen, Schülerin

## Schriften (Auswahl)
Martin Honecker schrieb einige Artikel für das Biographisch-Bibliographische Kirchenlexikon (BBKL).
Als Autor
- Die sichtbare Gestalt der Kirche als dogmatisches Problem. Dissertation, Universität Tübingen, 1960.
- Kirche als Gestalt und Ereignis: Die sichtbare Gestalt der Kirche als dogmatisches Problem. Kaiser, München 1963.
- Cura religionis Magistratus Christiani: Studien zum Kirchenrecht im Luthertum des 17. Jahrhunderts, insbesondere bei Johann Gerhard. Claudius, München 1968 (Habilitationsschrift, Universität Tübingen, 1965).
- Konzept einer sozialethischen Theorie: Grundfragen evangelischer Sozialethik. Mohr Siebeck, Tübingen 1971.
- Sozialethik zwischen Tradition und Vernunft. Mohr, Tübingen 1977.
- Das Recht des Menschen: Einführung in die evangelische Sozialethik. Gütersloher Verlagshaus Mohn, Gütersloh 1978.
- Perspektiven christlicher Gesellschaftsdeutung. Gütersloher Verlagshaus Mohn, Gütersloh 1981.
- mit Hans Waldenfels: Zu Gast beim anderen: Evangelisch-katholischer Fremdenführer. Styria, Graz 1983; Neuauflage: Bonifatius, Paderborn, 1997
- Einführung in die theologische Ethik: Grundlagen und Grundbegriffe. De Gruyter, Berlin/New York 1990.
- Nachruf auf Heinz-Dietrich Wendland. In: Jahrbuch der Rheinisch-Westfälischen Akademie der Künste 1992, S. 63–66
- Grundriss der Sozialethik. De Gruyter, Berlin/New York 1997.
- Profile – Krisen – Perspektiven: Zur Lage des Protestantismus. Vandenhoeck & Ruprecht, Göttingen 1997.
- Evangelische Christenheit in Politik, Gesellschaft und Staat: Orientierungsversuche. De Gruyter, Berlin 1998.
- Wege evangelischer Ethik: Positionen und Kontexte. Herder, Freiburg im Breisgau 2002.
- Glaube als Grund christlicher Theologie. Kohlhammer, Stuttgart 2005.
- Recht in der Kirche des Evangeliums. Mohr Siebeck, Tübingen 2008.
- Evangelisches Kirchenrecht: Eine Einführung in die theologischen Grundlagen. Vandenhoeck & Ruprecht, Göttingen 2009.
- Evangelische Ethik als Ethik der Unterscheidung: Mit einer Gesamtbibliographie von Martin Honecker. Lit, Berlin 2010.

Als Herausgeber
- Aspekte und Probleme der Organverpflanzung. Neukirchener Verlag, Neukirchen-Vluyn 1973.
- mit Georges Enderle, Karl Homann, Walter Kerber, Horst Steinmann: Lexikon der Wirtschaftsethik. Freiburg, Basel, Wien: Herder, 1993
- mit Horst Dahlhaus, Jörg Hübner, Traugott Jähnichen, Heidrun Tempel: Evangelisches Soziallexikon. Neuausgabe. Kohlhammer, Stuttgart 2001.
- mit Werner Heun, Martin Morlok, Joachim Wieland: Evangelisches Staatslexikon. Neuausgabe. Kohlhammer, Stuttgart 2006.